# ŠKAS
ŠKAS (rus. ШКАС - Шпитальный-Комарицкий Авиационный Скорострельный - Špitalnij-Komarickij Aviaconij Skorostreljnij) je bila sovjetska 7,62 mm strojnica, ki se je uporablja na lovcih in drugih vojaških letalih iz 2. svetovne vojne. Zasnovala sta jo Boris Špitalnij in Irinarh Komarickij. V uporabo je vstopila leta 1934, skupaj so zgradili čez 150 tisoč primerkov. 
Posebnost strojnice je zelo visoka hitrost streljanja - 1800 nabojev/min in teža samo 10 kg, oziroma 40 kg s 650 naboji. 
ŠKAS je imela plinski način polnjenja in revolverski način podajanja novih nabojev.